# کمیته المپیک السالوادور
کمیته المپیک السالوادور (اسپانیایی: Comité Olímpico de El Salvador‎) یک سازمان ورزشی است که نماینده کشور السالوادور در کمیته بین‌المللی المپیک می‌باشد.
این سازمان که در سال ۱۹۲۵ تأسیس شده مسئول آماده‌سازی و اعزام ورزشکاران به بازی‌های المپیک، بازی‌های المپیک جوانان و بازی‌های پان امریکن است.